# Rusi
Rúsi (rusko ру́сские; zastarelo великоро́ссы - Velikorúsi) so vzhodnoslovanski narod, ki živi v Rusiji in v drugih državah nekdanje Sovjetske zveze. Govorijo ruščino, ki je vzhodnoslovanski jezik.
Danes živi po svetu okoli 134 milijonov Rusov, od tega jih v Ruski federaciji po popisu iz leta 2002 živi 117 milijonov, kar je 87 % celotnega prebivalstva. Najbolj razširjena religija je pravoslavje, ki so ga vzhodni Slovani prevzeli v času Kijevske Rusije leta 988.